# Stanisławka (Zamość)
Pour les articles homonymes, voir Stanisławka.
Stanisławka (prononciation [staniˈswafka]) est un village de la gmina de Sitno, du powiat de Zamość, dans la voïvodie de Lublin, situé dans l'est de la Pologne.
Il se situe à environ 7 kilomètres au nord-est de Sitno (siège de la gmina), 16 kilomètres au nord-est de Zamość (siège du powiat) et 79 kilomètres au sud-est de Lublin (capitale de la voïvodie).

## Administration
De 1975 à 1998, le village est attaché administrativement à l'ancienne voïvodie de Zamość. Depuis 1999, il fait partie de la nouvelle voïvodie de Lublin.

## Galerie
Quelques vues du village

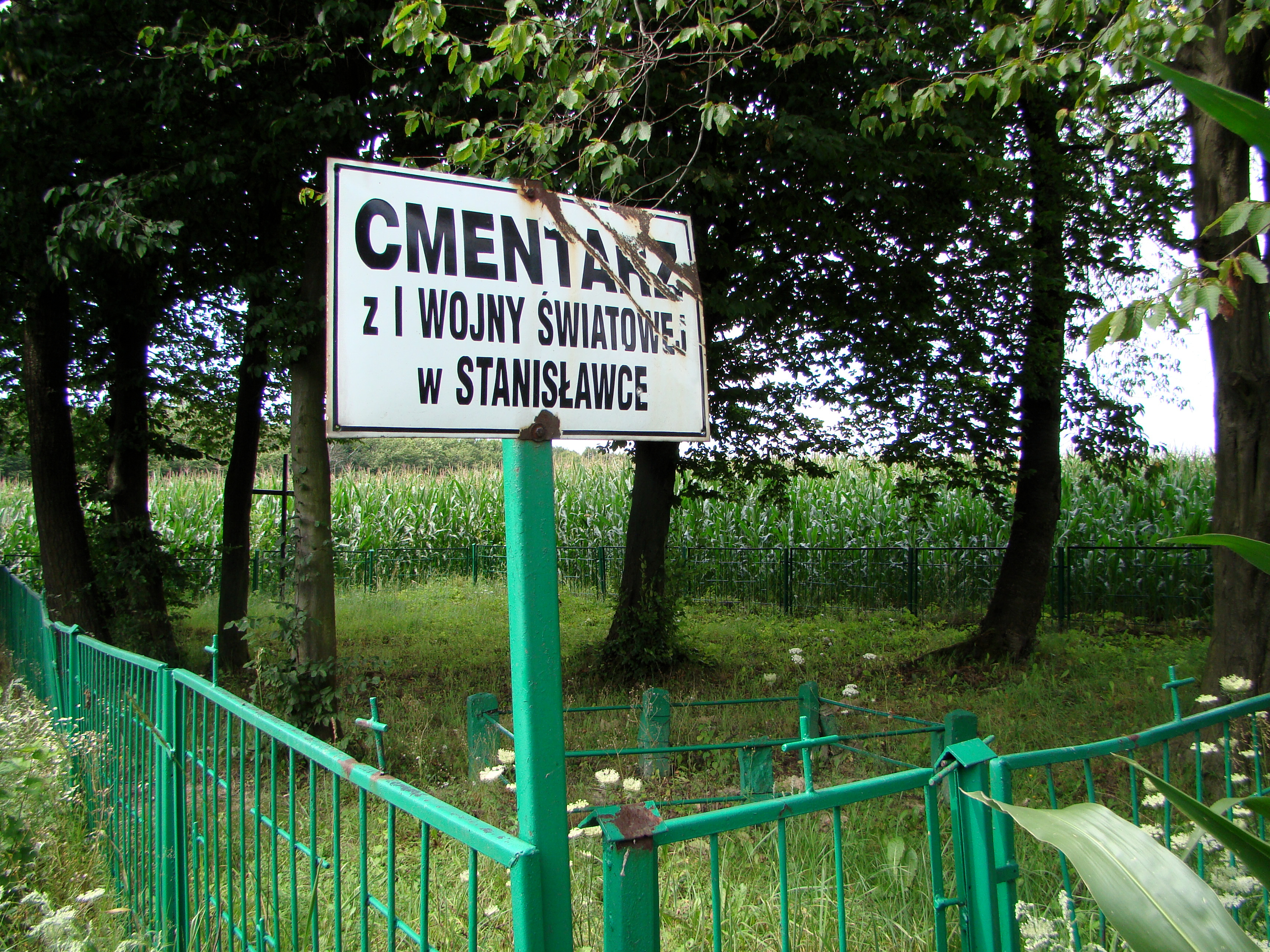
Cimetière de la Première Guerre mondiale
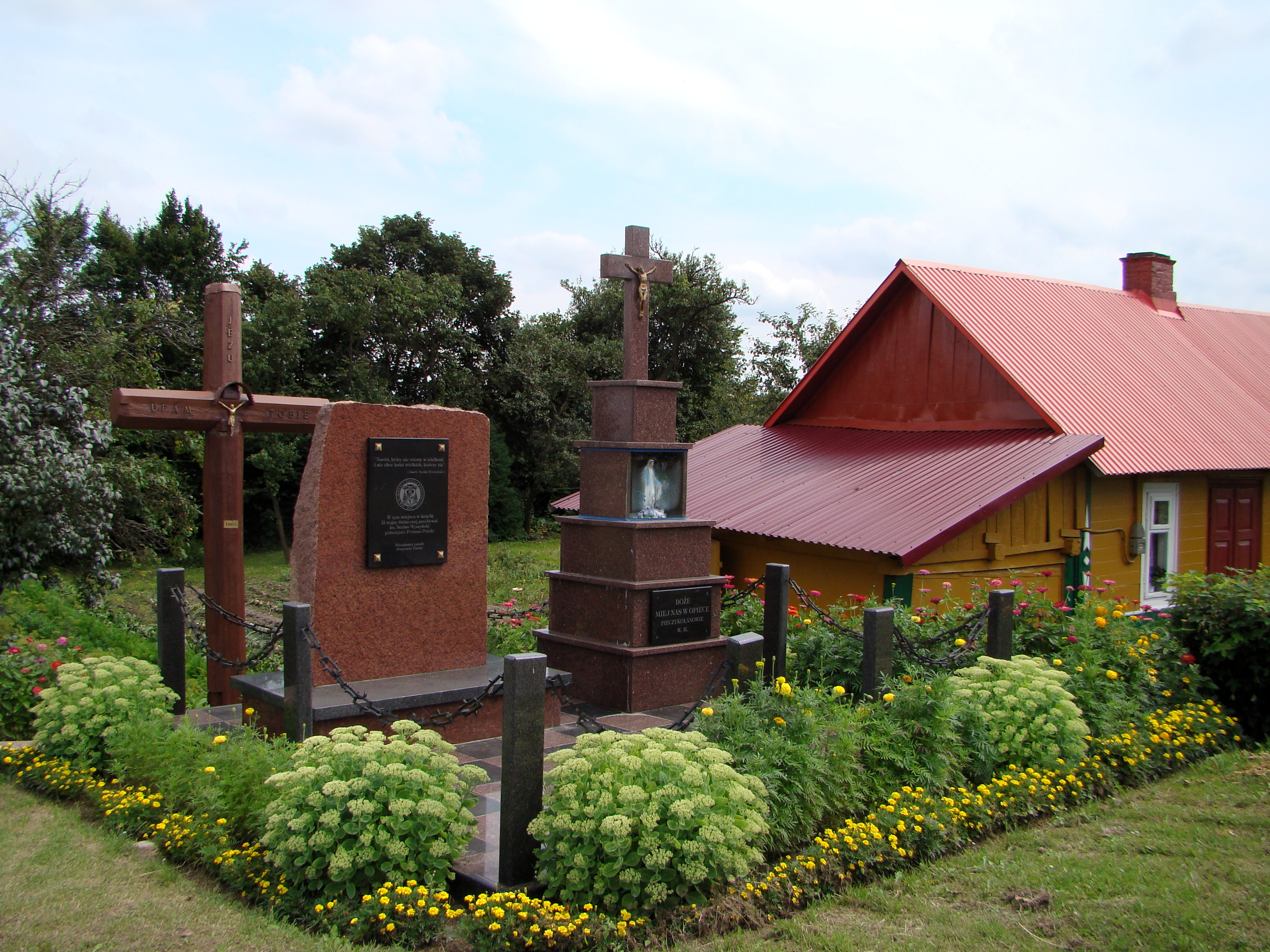
"Le Prête Stefan Wyszynski se cachait ici pendant la Seconde Guerre mondiale"
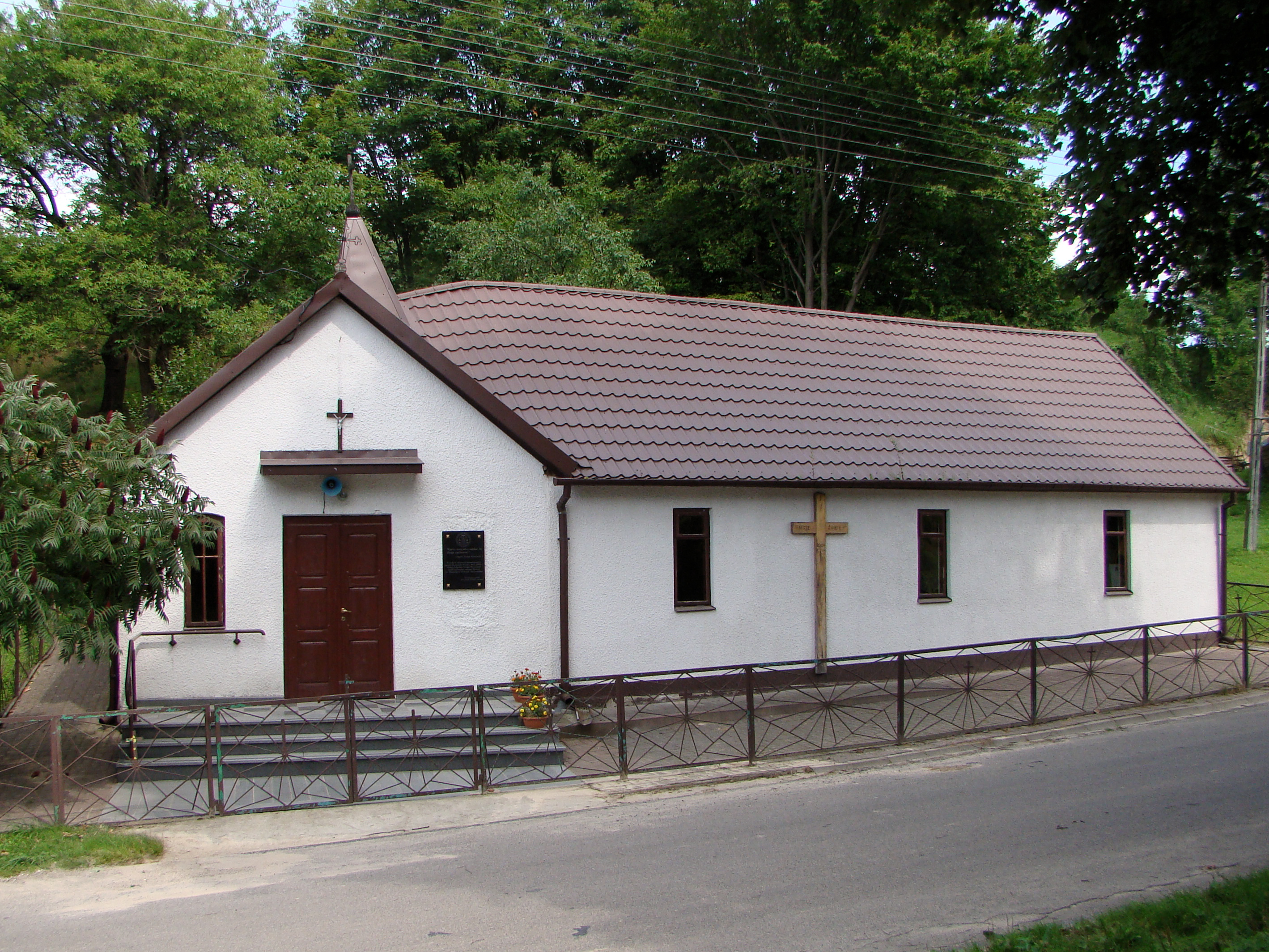
Chapelle